# Indiana Jones and the Last Crusade: The Graphic Adventure
Indiana Jones and the Last Crusade: The Graphic Adventure (с англ. — «Индиана Джонс и последний крестовый поход») — приключенческая компьютерная игра, выпущенная компанией Lucasfilm Games в 1989 году по мотивам фильма «Индиана Джонс и последний крестовый поход». Эта игра является третьей игрой, основанной на игровом движке SCUMM. Игра выдержала несколько редакций и была портирована на несколько игровых платформ.

## Сюжет
Вернувшись с поисков креста Коронадо, Индиана Джонс получает задание от миллионера Донована отыскать Святой Грааль — священный артефакт, дарующий вечную молодость и бессмертие. От него же Индиана узнает о исчезновении своего отца, Генри Джонса, также искавшего священный артефакт.
Инди путешествует по местам, встречаемым в фильме — сначала он встречается с Эльзой Шнайдер в Венеции, где поплутав по катакомбам, получает подсказку о том, где искать Грааль. Затем он следует в замок Брюнвальд, где находит своего отца, удерживаемого немецкими нацистами. Выясняется, что Эльза — агент нацистов, который похищает у Инди дневник отца — ключевой предмет, необходимый в поисках Грааля.
После побега из замка Индиана и Генри направляются в Берлин, чтобы вернуть дневник, где случайно встречаются с Гитлером. Теперь у героев есть два пути — либо бежать из немецкой столицы с помощью Цеппелина, либо угнав биплан.
В конце концов они обнаруживают храм, где скрыт Грааль. У входа их встречает Донован — ему нужна чаша, однако храм наполнен ловушками, и он отправляет вперёд Индиану, предварительно смертельно ранив Генри. Пройдя все ловушки и преодолев все испытания, Индиана добывает Чашу и спасает своего отца.

## Технические детали
В игре используется система подсчета очков — IQ points (Indy Quotient points), отражающей не просто процесс прохождения игры, а её изученность игроком. Подчас одна головоломка может иметь несколько решений, на которые начисляются отдельные очки. Система очков действует отдельно от сохранений, поэтому общее количество очков зависит от всех возможных путей прохождения игры. Сюжет игры нелинейный — в ходе действия возникают многочисленные сюжетные развилки. Например, в Берлине при встрече с Гитлером игрок, чтобы избежать встречи с гестапо, может на выбор либо подсунуть ему дневник Грааля для автографа (как это отражено в фильме), либо первое издание книги «Моя борьба» из библиотеки в Венеции для той же цели, либо бланк пропуска через любые кордоны, либо просто дать фюреру в глаз (этот вариант хоть и отмечен максимальным из возможных очков IQ, но приведет к немедленному проигрышу). Реализация каждого из вариантов породит свои ответвления, например книгу «Моя борьба» с автографом можно подарить солдату на КПП, и взамен он пропустит героев без проверок, а подписанный пропуск откроет любые дороги на пути к Мюнхену.
Как и все квесты начала 1990-х годов, игра обладала защитой от нелегального копирования файлов. Выполнена она в довольно оригинальной форме — вместе с игрой поставлялось руководство пользователя, стилизованное под дневник поисков чаши Грааля Генри Джонса, в котором содержались ключевые данные, необходимые для прохождения игры. Например, в финальном эпизоде перед входом в храм невозможно было сохраняться. Игрок, преодолев все ловушки и разгадав головоломки, оказывался перед несколькими чашами, среди которой находилась настоящая чаша Грааля. Единственный способ найти её — использовать подсказки, встреченные по ходу игры о том, как должна выглядеть чаша, и сверяясь с дневником, определить настоящую. Если игрок ошибётся, то Индиана Джонс немедленно погибает, а игроку приходится начинать сначала у врат храма.
В игре традиционно присутствует множество отсылок к другим приключенческим играм от LucasArts. Например, среди хлама в кабинете Индианы в Барнетт-колледже встречается странный пурпурный метеорит (Maniac Mansion); карта, нарисованная оранжевым фломастером на куске обоев и загадочный кристалл, «от которого кое-кто из Сан-Франциско не отказался бы», маска шамана из Киншасы и предупреждение о переодетых инопланетянах («Zak McKracken and the Alien Mindbenders»); тотем из бразильского племени, «которое поклоняются зайцам и собакам» («Sam & Max Hit the Road» не был к тому времени ещё выпущен, однако создатель комиксов о Сэме и Максе Стив Пёрселл участвовал в разработке игры).
Многие уникальные сцены игры были придуманы Джорджем Лукасом и Стивеном Спилбергом ещё во время съёмок картины.

## Отзывы
Британский журнал «C&VG» оценил компьютерную версию игры 91 %, отметив графическое и музыкальное исполнение, игровой процесс, а также назвал игру «великолепным дополнением к фильму, также достойной внимания и без привязки к знаменитой франшизе».
Журнал «Дракон» обозревал игру в 1989 году, в 152-м выпуске Патриция Хартли и Кирк Лессер опубликовали обзор в своей колонке «The Role Of Computers», присвоив игре 5 звёзд из 5 возможных.
Чарльз Адай из «Computer Gaming World» дал положительную оценку, отметив кинематографичность игры и увлекательность загадок.

## Продолжение
Вторая игра в жанре «Graphic Adventure» под названием «Indiana Jones and the Fate of Atlantis» была выпущена в 1992 году для систем DOS, Amiga и Macintosh и является продолжением третьего фильма и этой игры.